# Katsura

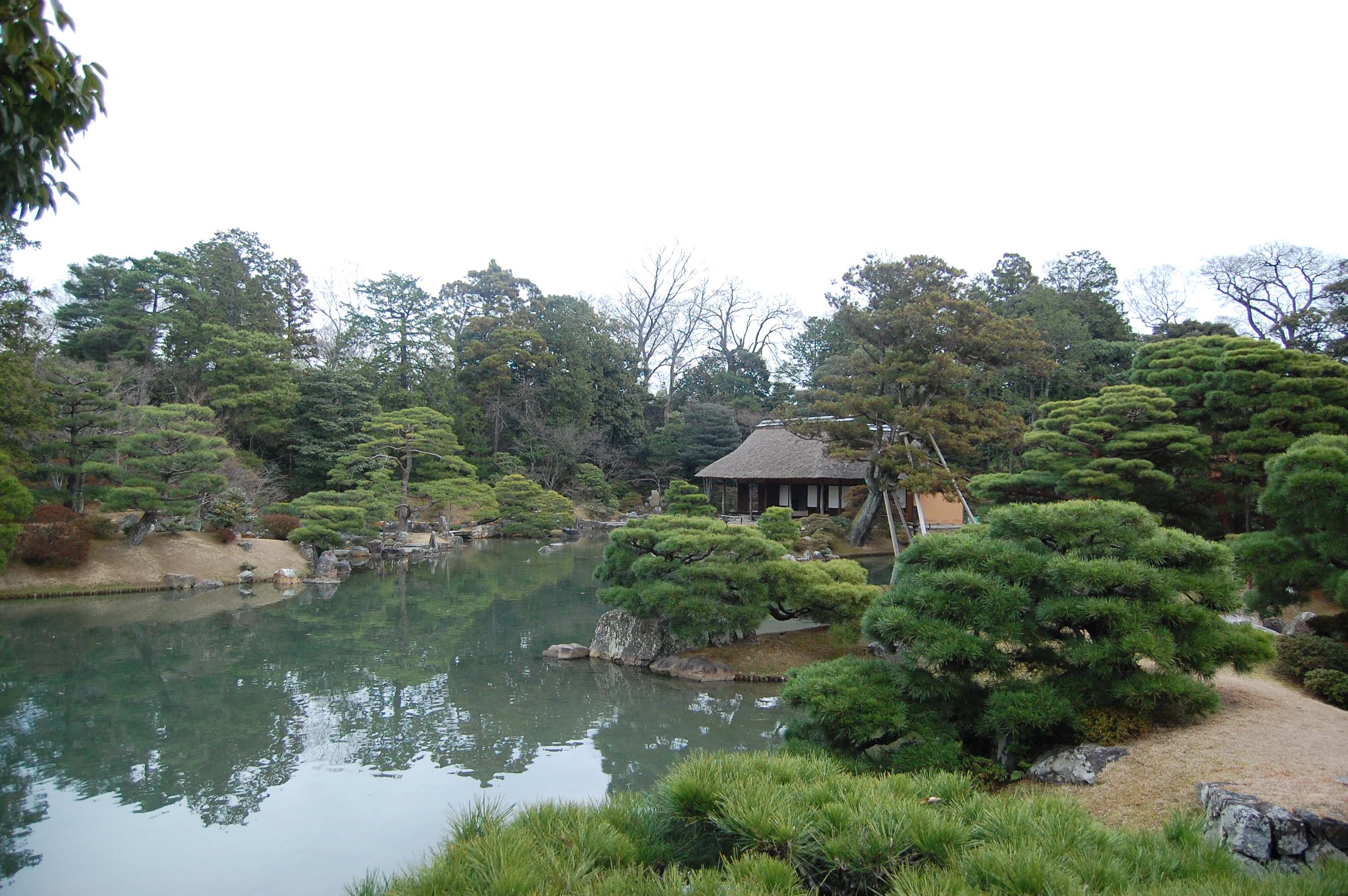
Vista del jardín y del lago en el Palacio de retiro imperial Katsura.

El Palacio de retiro imperial Katsura (桂離宮 Katsura Rikyū?) es una casa de campo perteneciente a la Familia Imperial de Japón. Su principal característica es que sus jardines y sus edificios son considerados como una obra maestra en la arquitectura japonesa, y es considerado un tesoro cultural nacional. Está ubicado en Nishikyo-ku, un suburbio al este de Kioto, y separado del Palacio Imperial de Kioto.
El palacio incluye un edificio principal (shoin), varios pabellones, casas de té (chashitsu) y un parque de siete hectáreas. Este estilo de arquitectura es el representativo en las casas de retiro de los príncipes durante la era Edo. Perteneció originalmente a los príncipes de la rama Hachijō-no-miya; actualmente la Agencia Imperial lo administra, y este palacio es visitado por el público, previa autorización de la agencia.
El significado de katsura es "noche de lluvia bajo las estrellas".

## Historia

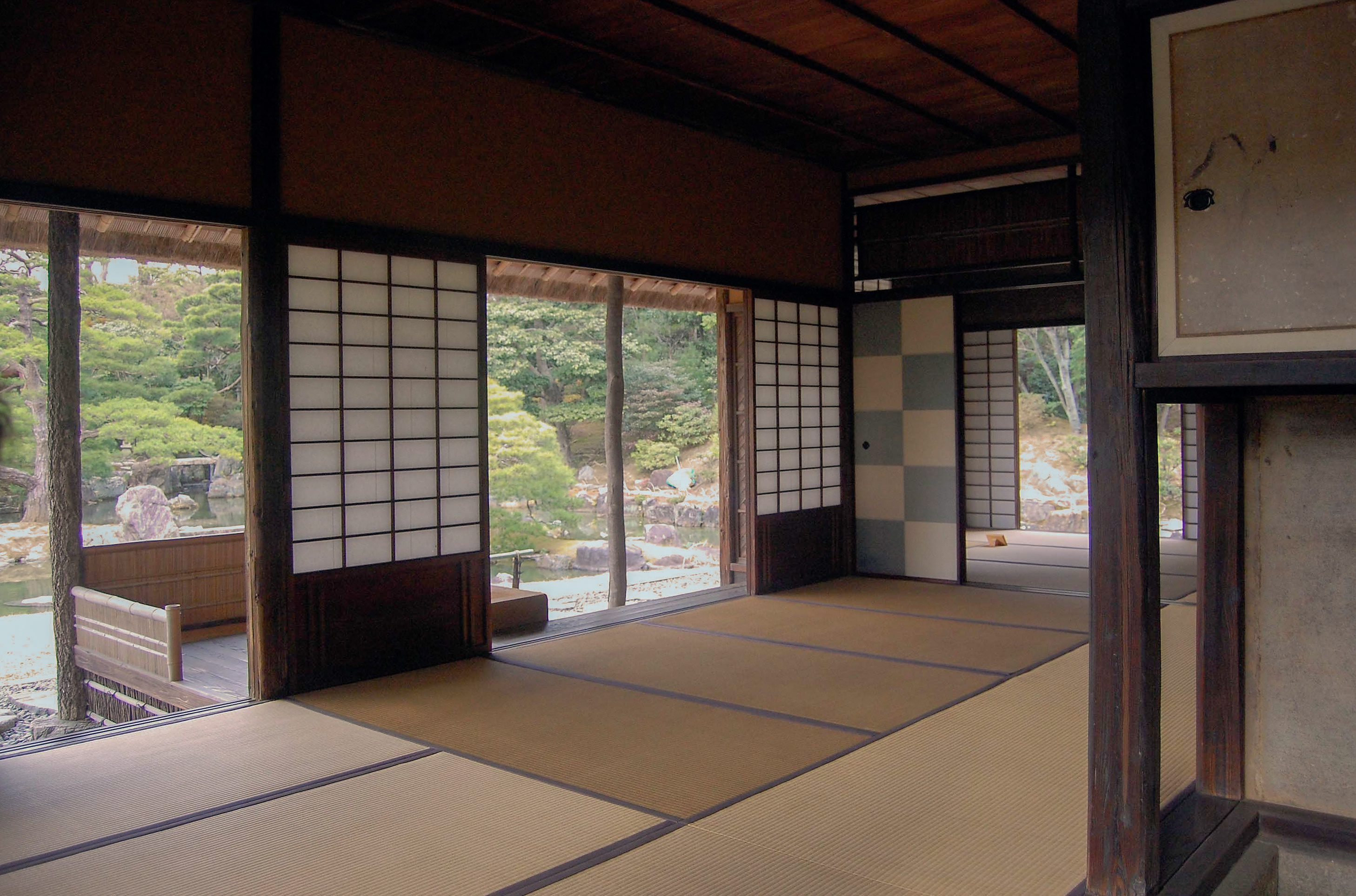
Pabellón Shokin-tei.

Antiguamente, la zona de Katsura en Kioto era usada como lugar de retiro; en el período Heian, Fujiwara no Michinaga tenía una casa de retiro. Los miembros de la corte Heian se retiraban para buscar un lugar de observación de la luna.
El Príncipe Toshihito, hijo del Emperador Ōgimachi y hermano menor del Emperador Go-Yōzei, y fundador de la rama Hachijō-no-miya, fundó un palacio de retiro en Katsura en 1615. Fue terminado en 1662, por su hijo el Príncipe Toshitada.  
Fue propiedad de la familia de la rama Hachijō-no-miya (posteriormente Tokiwai-no-miya, Kyōgoku-no-miya y Katsura-no-miya) hasta su extinción en 1881. El Ministerio de la Casa Imperial asumió el control del palacio en 1883, y desde el final de la Segunda Guerra Mundial, por la Agencia Imperial.

## Edificaciones y jardines

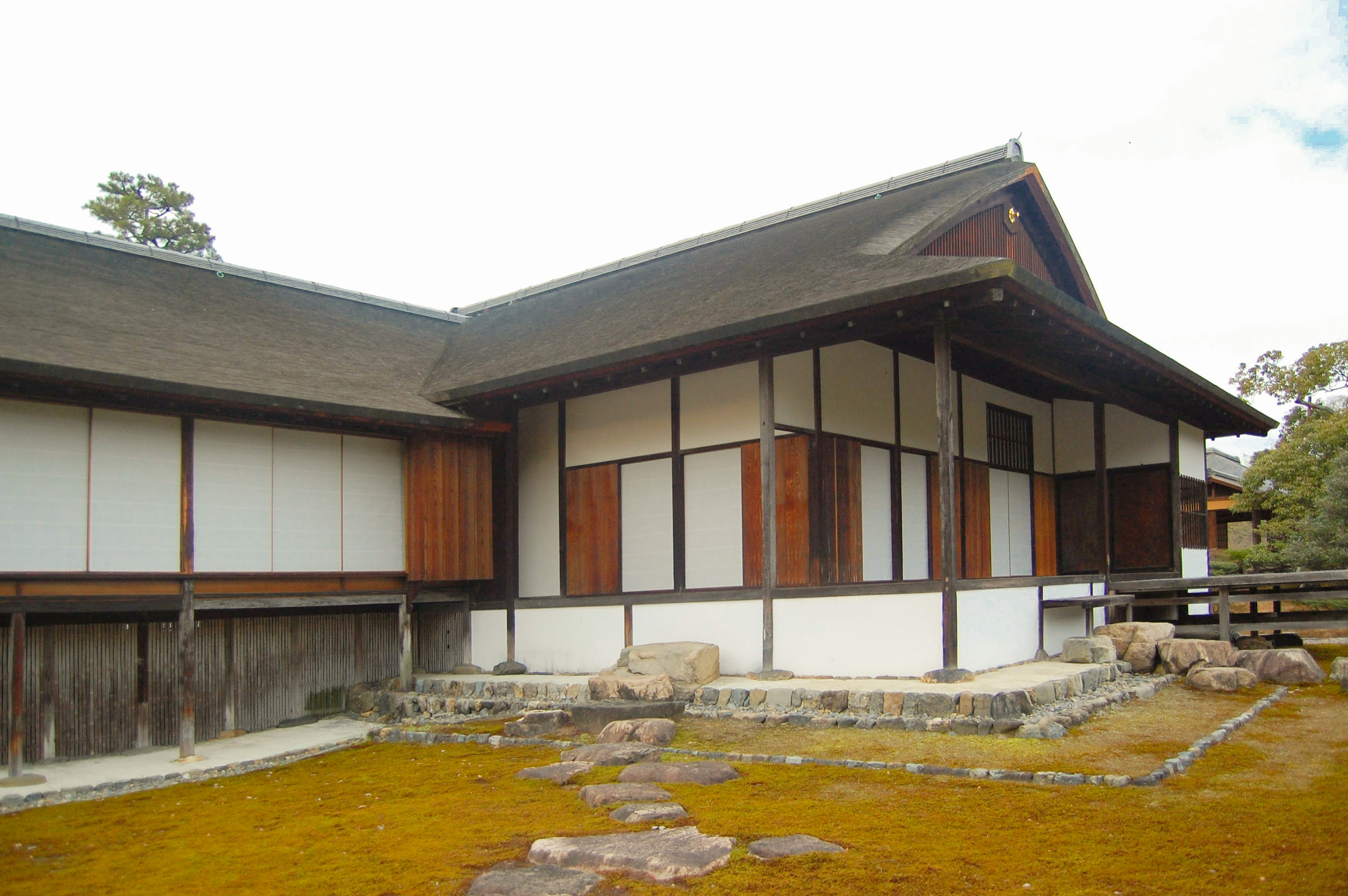
Shoin

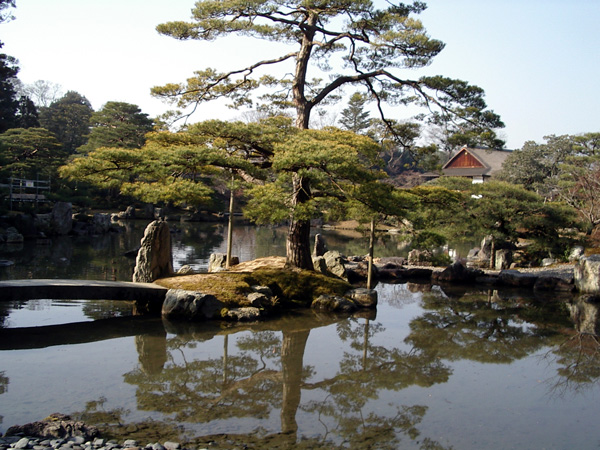
Jardín en el Palacio Katsura.

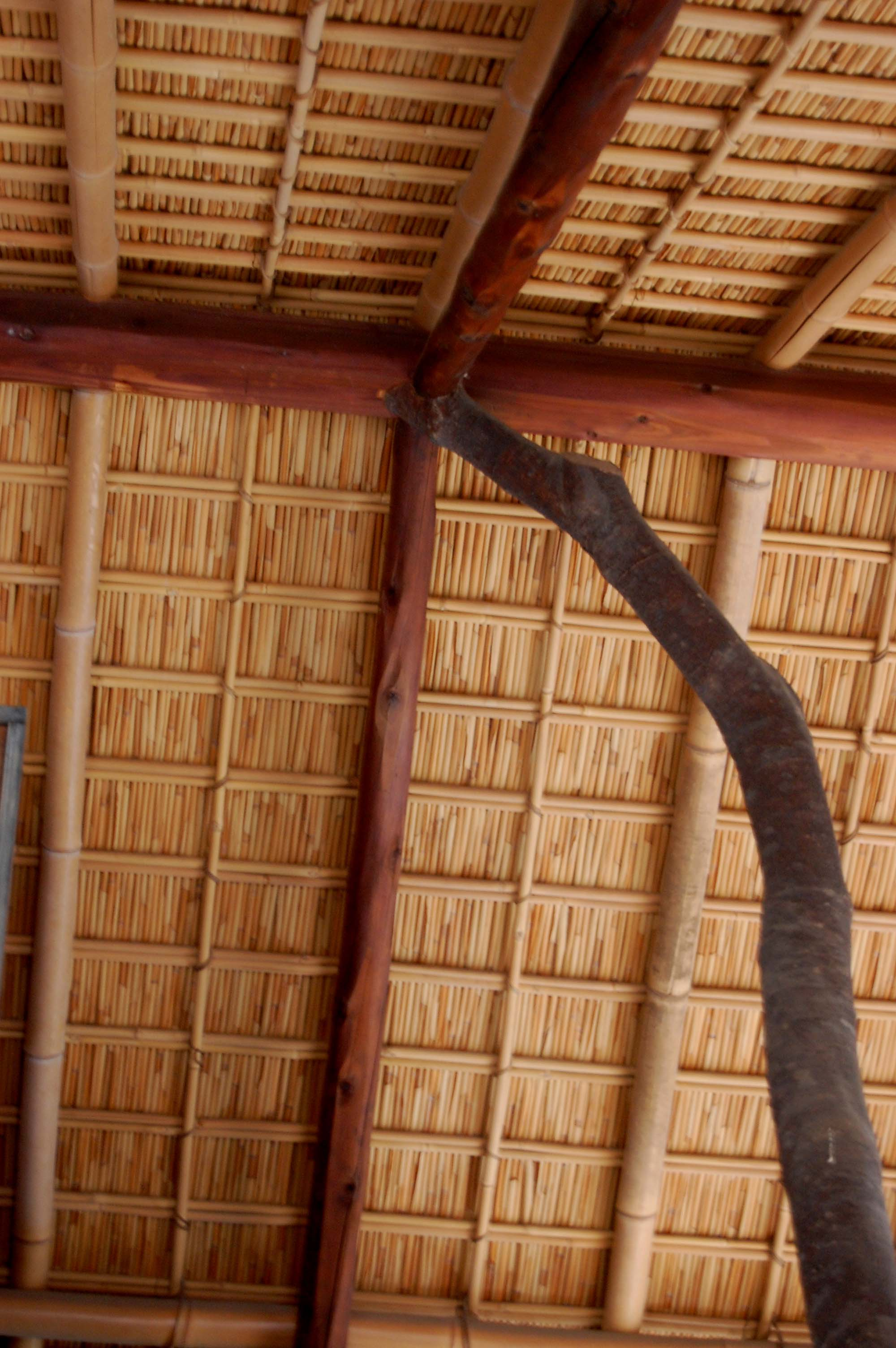
Columna asimétrica en el pabellón Gepparō.

El shoin del palacio está dividido en tres partes: El Shoin Antiguo, el Shoin Medio y el Nuevo Palacio. Cada uno posee el estilo propio de edificación shoin, con tejados de caqui (kokerabuki, 柿葺). El Shoin Antiguo muestra elementos del estilo sukiya en algunos lugares como la terraza. 
El palacio principal, que tiene una sola planta, se divide en cuatro pabellones unidos por las esquinas: Shōkintei (松琴亭), Shōkatei (賞花亭), Shōiken (笑意軒), y Gepparō (月波楼). Todos están elevados sobre pilares y construidos en madera con paredes encaladas y puertas deslizantes que conducen al parque circundante. El edificio principal carece de decoración, pero su sencillez es compensada con la textura de los materiales de la edificación y la integración del palacio con un trazado irregular.
El principal elemento del Palacio Katsura es la plataforma de vista a la luna, que se proyecta más allá de la terraza. Los muros del Shoin Medio y del Nuevo Palacio tienen pinturas de la escuela de Kanō Tan'yū. La estantería del pabellón superior del Nuevo Palacio es considerado significativamente importante.
El lago del parque se nutre del río Katsura. También está rodeado de cuatro casas de té, una por cada una de las estaciones, una colina, arena, un puente y linternas. Existe también un salón budista, el Onrindō (園林堂).